# Giannino Castiglioni
Giannino Castiglioni eller Giò Castiglioni, född 1884 i Milano, död 1971, italiensk arkitekt, stadsplanerare,  och formgivare och skulptör.

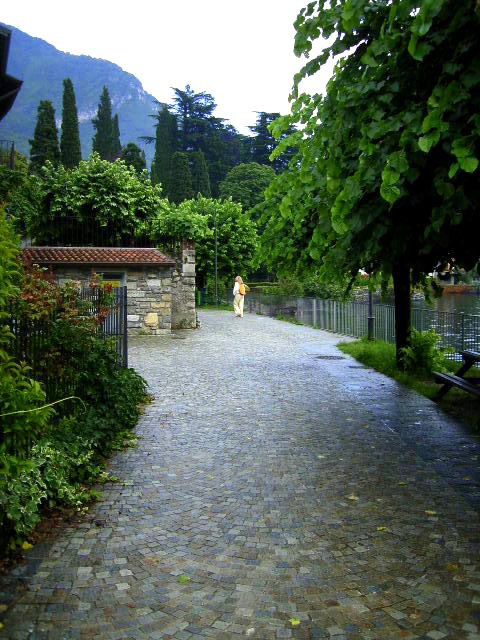
Lakeside Castiglioni Lierna, Comosjön.

## Liv och verk
1941 designade Giannino Castiglioni Girola-kapellet, som är installerat på Monumentalfriedhof i Milano, i Lierna, i samarbete med Piero Portaluppi, med vilken han arbetade på flera projekt.
Castiglioni föddes i Milano, men växte upp och arbetade i Lierna, Comosjön och antogs till Politecnico i Milano.

## Länkar
- Alberto Giacometti